# Viorel Constantin
Viorel Constantin (1965) è un ex cestista rumeno.

## Carriera
Con la Romania ha disputato i Campionati europei del 1985.